# НИН-ова награда
НИН-ова награда (званични назив: Награда критике за роман године) додељује се за најбољи роман објављен у прошлој години. Награду је установио и додељује НИН. Први пут је додељена 5. фебруара 1955. и једна је од најстаријих активних књижевних награда у Србији. Састоји се од дипломе и новчаног износа.

## Историјат
НИН-ова награда критике за роман године додељује се од 1954. године. Током тог периода додељивана је писцима са простора целе бивше Југославије, а после распада државе српским писцима. Првобитна намера редакције недељника НИН била је да се овом наградом обухвате два књижевна рода – роман и драма, али је жири у свом првом саставу сугерисао редакцији да се додељивање награде ограничи само на роман. Установљење НИН-ове награде за роман био је велики догађај у књижевнoj култури тога доба.
У редакцију обновљеног НИН-а, чији је главни уредник био Антоније Исаковић, ушао је највећи део редакције првог послератног омладинског листа Млади борац: књижевни критичар Борислав Михајловић Михиз, ликовни критичар Миодраг Б. Протић и најугледнији писци најмлађе генерације. НИН тога доба био је са словеначком Младином најслободоумнији лист југословенске штампе и предводник борбе за слободу стваралаштва у Југославији и Србији. Награда је имала југословенски карактер, па су и чланови жирија били најугледнији критичари и представници књижевности српскохрватског језика.

## Статистика
Први добитник НИН-ове награде био је Добрица Ћосић за роман Корени.
Једини троструки лауреат био је Оскар Давичо, који је уједно и једини лауреат који је награду добио две године за редом: Бетон и свици (1956), Глади (1963) и Тајне (1964).
Двоструки лауреати били су Добрица Ћосић, Живојин Павловић, Драган Великић и Светислав Басара.
Седам списатељица је до сада добило НИН-ову награду: Дубравка Угрешић (1988), Светлана Велмар-Јанковић (1995), Гроздана Олујић (2009), Гордана Ћирјанић (2010), Ивана Димић (2016), Милена Марковић (2021) и Даница Вукићевић (2022).
Најмлађи лауреат ове награде био је Владимир Арсенијевић који је 1994. године, са 29 година, награђен за роман У потпалубљу.
Награда није додељена једино 1959. године, када је направљен преседан ради стимулисања квалитета. Без награде је тада остао Миодраг Булатовић са романом Црвени петао лети према небу. Булатовић је касније, 1975. године, добио НИН-ову награду за роман Људи са четири прста.
Награду су вратила два лауреата:
- Данило Киш је 1978. вратио награду добијену 1972. за роман Пешчаник због оптужби да је његова збирка приповедака Гробница за Бориса Давидовича плагијат.
- Милисав Савић је 1992. вратио награду добијену 1991. за роман Хлеб и страх због објављивања у НИН-у текста Страва Момчила Селића, у којем је један од негативних јунака писац који је управо добио НИН-ову награду.[2]

## Жири
О додели награде одлучује жири већином гласова својих чланова. Све до 1971. године чинили су га мање-више стални чланови. Првих десетак година жири је функционисао на веома компликован начин: чланови су се у том периоду састајали и по десетак пута, дискутовали о свакој књизи, да би после многих одабира најпре направили ужи избор, а потом одабрали један роман. Такав модел је, и поред тога што је био исцрпљујући за жири, обезбеђивао донесеној одлуци једну дозу озбиљности и валидности. Овакав начин рада био је могућ пре свега зато што је романескна продукција писана на српскохрватском језику у читавој СФРЈ све до осамдесетих година бројала на годишњем нивоу од петнаестак до четрдесетак романа. Међутим, без обзира што се почетком шездесетих година романескна продукција тек незнатно увећала, 1963. године одлучено је да се због њеног повећања стални жири прошири и у њега су ушли представници млађе генерације: Мухарем Первић, Петар Џаџић и Милош Бандић. Дотадашњи модел рада замењен је системом Академије Гонкур. Од тада је сваки члан жирија требало самостално да нађе свог кандидата и на последњем састанку да изађе пред колеге са својим одабиром. У случају да у првом суочавању ниједан кандидат није добио потребну већину гласова, аутоматски је отпадао онај који је имао најмање гласова. Системом селекције један кандидат је напослетку морао да обезбеди већину гласова жирија.

## Контроверзе
С обзиром на несумњиви значај НИН-ове награде, готово сваке године подиже се бука већ када буде објављена листа романа и аутора који конкуришу. Шире се, притом, разне спекулације о томе да на одлуке жирија утичу некњижевни фактори. Некада су се за то сумњичила партија и разни централни и градски комитети, а потом књижевни кланови, притисак издавача, идеолошки оквири, па се помињу и наводне личне, пријатељске и друге везе. Одлуке су ретко биле једногласне, дешавало се и да се део жирија огради од одлуке о лауреату, чак и да напусти жири. Награду су вратила два аутора: Данило Киш и Милисав Савић. Киш је награду вратио без образложења. Несумњиво је и да НИН-ова награда није увек додељивана најбољим романима. Тако је, на пример, 1955. награђен слабо упамћени Мирко Божић за роман Неисплакани, а 1957. признање је припало Александру Вучу за роман Мртве јавке, а у најужем избору били су Прољећа Ивана Галеба Владана Деснице и Лелејска гора Михаила Лалића, дела која су ушла у школску лектиру.

### 1954.
Већ је прва додељена награда доведена у сумњу. Наиме, Андрићев роман Проклета авлија 1954. године повучен из конкуренције јер није одговарао по обиму, и схваћена је као новела, а не као роман. Наводно је пресудно било становиште Борислава Михајловића Михиза, иако га је он у критици у НИН-у називао „кратким романом“ и „капиталним делом“. Прву Нинову награду, једну од своје две, добио је тада Добрица Ћосић, иначе Михизов пријатељ.

### 1959.
Године 1959. награда једини пут није додељена и тада је промењен НИН-ов жири због некомпетентности. Те године објављено је 36 романа, али је жири сматрао да „поред великог броја нема тог квалитета који би било ком писцу могао заслужно донети награду”, што је узроковало контроверзе у јавном и књижевном животу Југославије. Категорични у том ставу били су Милан Богдановић, Велибор Глигорић и Борислав Михајловић, док су Зоран Мишић и Ели Финци сматрали да је награда ипак могла да буде додељена Миодрагу Булатовићу за роман Црвени петао лети према небу. Миодраг Булатовић је фигурирао као лауреат, али је један део жирија сматрао да то „није згодно” и да треба да „сазри”. Милан Влајчић, књижевни критичар и седам пута члан жирија за Нинову награду, од чега је четири године председник за роман Црвени петао лети према небу каже да је то био један од најбољих романа у тој деценији.

### 1963/64.
Оскар Давичо је једини лауреат који је награду добио две године за редом. За њега се верује да је био велики моћник, партијски човек, позивао се на своју револуционарну прошлост, а у жирију су гласали његови људи. Данас су та два његова романа готово заборављена. Касније је НИН донео правило, касније нарушено, да један писац не може двапут да добије награду, што је важило све до средине деведесетих када је, можда из страха да неће бити довољно књига, поново враћено то да могу писци да добију Нинову награду и два пута.

### 1975.
Велики јавни скандал избио је током избора за роман 1975. године. За фаворита је тада важио Петријин венац Драгослава Михаиловића, а још је било живо сећање на скидање представе Кад су цветале тикве истог аутора са позоришне сцене. Мало пре одлуке жирија, тада утицајни књижевни критичар Драган Јеремић објавио је у штампи текст са тезом да Петријин венац није роман него „приповедачки венац“, а најгласнији у жирију су се позвали на тај текст. Награду је добио Миодраг Булатовић за роман Људи са четири прста.

### 1977.
Највећа интрига у историји НИН-ове награде десила се током избора за најбољи роман 1977. године и до данас је остала обавијена велом тајне. Упућенији у дешавања сматрају да апокрифна верзија која се од тада препричава у делу књижевне јавности није без основа. Према тој верзији, Скендеру Куленовићу је у глуво доба ноћи неко из жирија јавио да је добитник НИН-ове награде за роман Понорница, али му је три сата касније саопштено да он ипак није лауреат. Куленовић је преминуо истог дана од срчаног удара. Жири је, наводно, променио одлуку под притиском тадашњег главног уредника НИН-а Драгана Марковића, члана републичког Централног комитета, јер је Куленовић, иако човек са јаком биографијом, носилац Партизанске споменице 1941. године, сметао тадашњем врху власти у СР Босни и Херцеговини. На сајту НИН-а нема података о финалистима. Само се наводи да је жири једногласно доделио награду Петку Војнићу Пурчару за роман Дом све даљи.

### 1981.
Године 1981. фаворит је, до пред сам крај избора, био већ тада изузетно популаран роман Милана Оклопџића Калифорнија блуз. Међутим, недељу дана пред додељивање убедили су једног члана жирија, професора Миливоја Солара, да би било боље да је Павао Павличић за Вечерњи акт. Упркос томе Оклопџићева књига постала је култна и доживела 10 издања.

### 1994.
Велику сензацију изазвала је и додела НИН-ове награде 1994. тада 29-годишњем Владимиру Арсенијевићу за роман У потпалубљу, када је део јавности замерао жирију на томе што престижну награду уручују дебитанту, али се жири није обазирао. Арсенијевићев роман је позитивне критике добијао и у иностранству.

### 1997. и 1999.
До великог неслагања у жирију и делу јавности дошло је и 1997. када је награда додељена Миловану Данојлићу за роман Ослободиоци и издајници. Никола Милошевић, тада члан жирија, напустио је просторије након гласања. Немало изненађење било је и 1999. када је Нинову награду добио Максимилијан Еренрајх Остојић за роман Карактеристика, до тада непознат писац не само широј јавности, него и упућенијим љубитељима домаће књижевности.

### 2020.
Група од 18 српских писаца у писму јавности под насловом „Бојкот НИН-ове награде“ указује да о овом књижевном признању „већ претерано дуго и претерано често“ одлучују „што стручно, што морално, а најчешће и стручно и морално некомпетентни људи, за које није јасно по ком мерилу су бирани“. Они сматрају, како наводе у писму да „од тренутка у ком су недељне новине НИН постале власништво једне иностране приватне компаније тај негативан тренд приметно расте, да би до кулминације произвољности дошло ове године... Било би минимално коректно да одлуку о најбољем роману српске књижевности донесу критичари који систематски прате савремени домаћи роман. Међутим, овогодишњи жири не испуњава чак ни те услове“, сматра осамнаесторо потписника писма. Потписници писма су: Владимир Кецмановић, Владимир Табашевић, Дејан Стојиљковић, Ђорђе Писарев, Емир Кустурица, Игор Маројевић, Лаура Барна, Лидија Јелисавчић Ћирић, Љубица Арсић, Марко Крстић, Милан Ружић, Миро Вуксановић, Мухарем Баздуљ, Никола Маловић, Сава Дамјанов, Славиша Павловић, Слободан Владушић и Франка Петриновић.

### 2021.
У јануару 2021. поново је дошло бојкота ове награде од стране једног броја интелектуалаца и јавних личности, пошто је након приватизације недељника НИН временом дошло до тога да у жирију награде нема књижевника ни књижевних критичара.

## Добитници
Досадашњи добитници НИН-ове награде су:
| слика | писац                         | дело                                                   | година | реф. |
| ----- | ----------------------------- | ------------------------------------------------------ | ------ | --- |
|       | Добрица Ћосић                 | Корени                                                 | 1954   | [ 9 ] |
|       | Мирко Божић                   | Неисплакани                                            | 1955   | https://web.archive.org/web/20170305170925/http://www.nin.co.rs/pages/roman.php?id=27704. Архивирано из оригинала 05. 03. 2017. г. Приступљено 25. 04. 2017. Недостаје или је празан параметар \|title= (помоћ) |
|       | Оскар Давичо                  | Бетон и свици                                          | 1956   | https://web.archive.org/web/20170305102324/http://www.nin.co.rs/pages/roman.php?id=27706. Архивирано из оригинала 05. 03. 2017. г. Приступљено 25. 04. 2017. Недостаје или је празан параметар \|title= (помоћ) |
|       | Александар Вучо               | Мртве јавке                                            | 1957   | https://web.archive.org/web/20200922234906/http://www.nin.co.rs/pages/roman.php?id=27708. Архивирано из оригинала 22. 09. 2020. г. Приступљено 14. 05. 2020. Недостаје или је празан параметар \|title= (помоћ) |
|       | Бранко Ћопић                  | Не тугуј бронзана стражо                               | 1958   | https://web.archive.org/web/20170305132158/http://www.nin.co.rs/pages/roman.php?id=27710. Архивирано из оригинала 05. 03. 2017. г. Приступљено 25. 04. 2017. Недостаје или је празан параметар \|title= (помоћ) |
|       | Радомир Константиновић        | Излазак                                                | 1960   | https://web.archive.org/web/20170715204323/http://www.nin.co.rs/pages/roman.php?id=27714. Архивирано из оригинала 15. 07. 2017. г. Приступљено 25. 04. 2017. Недостаје или је празан параметар \|title= (помоћ) |
|       | Добрица Ћосић                 | Деобе                                                  | 1961   | https://web.archive.org/web/20200923001030/http://www.nin.co.rs/pages/roman.php?id=27716. Архивирано из оригинала 23. 09. 2020. г. Приступљено 25. 01. 2021. Недостаје или је празан параметар \|title= (помоћ) |
|       | Мирослав Крлежа               | Заставе                                                | 1962   | https://web.archive.org/web/20170305172858/http://www.nin.co.rs/pages/roman.php?id=27718. Архивирано из оригинала 05. 03. 2017. г. Приступљено 25. 04. 2017. Недостаје или је празан параметар \|title= (помоћ) |
|       | Оскар Давичо                  | Глади                                                  | 1963   | https://web.archive.org/web/20170305104804/http://www.nin.co.rs/pages/roman.php?id=27720. Архивирано из оригинала 05. 03. 2017. г. Приступљено 25. 04. 2017. Недостаје или је празан параметар \|title= (помоћ) |
|       | Оскар Давичо                  | Тајне                                                  | 1964   | https://web.archive.org/web/20170305111640/http://www.nin.co.rs/pages/roman.php?id=27722. Архивирано из оригинала 05. 03. 2017. г. Приступљено 25. 04. 2017. Недостаје или је празан параметар \|title= (помоћ) |
|       | Ранко Маринковић              | Киклоп                                                 | 1965   | https://web.archive.org/web/20170305171343/http://www.nin.co.rs/pages/roman.php?id=27724. Архивирано из оригинала 05. 03. 2017. г. Приступљено 25. 04. 2017. Недостаје или је празан параметар \|title= (помоћ) |
|       | Меша Селимовић                | Дервиш и смрт                                          | 1966   | https://web.archive.org/web/20200927173557/http://www.nin.co.rs/pages/roman.php?id=27726. Архивирано из оригинала 27. 09. 2020. г. Приступљено 25. 01. 2021. Недостаје или је празан параметар \|title= (помоћ) |
|       | Ерих Кош                      | Мреже                                                  | 1967   | https://web.archive.org/web/20170305113132/http://www.nin.co.rs/pages/roman.php?id=27728. Архивирано из оригинала 05. 03. 2017. г. Приступљено 25. 04. 2017. Недостаје или је празан параметар \|title= (помоћ) |
|       | Слободан Новак                | Мириси, злато и тамјан                                 | 1968   | https://web.archive.org/web/20170305113305/http://www.nin.co.rs/pages/roman.php?id=27730. Архивирано из оригинала 05. 03. 2017. г. Приступљено 25. 04. 2017. Недостаје или је празан параметар \|title= (помоћ) |
|       | Бора Ћосић                    | Улога моје породице у светској револуцији              | 1969   | https://web.archive.org/web/20170715200455/http://www.nin.co.rs/pages/roman.php?id=27732. Архивирано из оригинала 15. 07. 2017. г. Приступљено 25. 04. 2017. Недостаје или је празан параметар \|title= (помоћ) |
|       | Борислав Пекић                | Ходочашће Арсенија Његована                            | 1970   | https://web.archive.org/web/20200922230412/http://www.nin.co.rs/pages/roman.php?id=27734. Архивирано из оригинала 22. 09. 2020. г. Приступљено 25. 10. 2019. Недостаје или је празан параметар \|title= (помоћ) |
|       | Милош Црњански                | Роман о Лондону                                        | 1971   | https://web.archive.org/web/20200922233246/http://www.nin.co.rs/pages/roman.php?id=27736. Архивирано из оригинала 22. 09. 2020. г. Приступљено 25. 01. 2021. Недостаје или је празан параметар \|title= (помоћ) |
|       | Данило Киш                    | Пешчаник                                               | 1972   | https://web.archive.org/web/20200720044947/http://www.nin.co.rs/pages/roman.php?id=27738. Архивирано из оригинала 20. 07. 2020. г. Приступљено 20. 07. 2019. Недостаје или је празан параметар \|title= (помоћ) |
|       | Михаило Лалић                 | Ратна срећа                                            | 1973   | https://web.archive.org/web/20170305110625/http://www.nin.co.rs/pages/roman.php?id=27740. Архивирано из оригинала 05. 03. 2017. г. Приступљено 25. 04. 2017. Недостаје или је празан параметар \|title= (помоћ) |
|       | Јуре Франичевић Плочар        | Вир                                                    | 1974   | https://web.archive.org/web/20170715211739/http://www.nin.co.rs/pages/roman.php?id=27742. Архивирано из оригинала 15. 07. 2017. г. Приступљено 25. 04. 2017. Недостаје или је празан параметар \|title= (помоћ) |
|       | Миодраг Булатовић             | Људи са четири прста                                   | 1975   | https://web.archive.org/web/20170305171217/http://www.nin.co.rs/pages/roman.php?id=27744. Архивирано из оригинала 05. 03. 2017. г. Приступљено 25. 04. 2017. Недостаје или је празан параметар \|title= (помоћ) |
|       | Александар Тишма              | Употреба човека                                        | 1976   | https://web.archive.org/web/20170305132610/http://www.nin.co.rs/pages/roman.php?id=27746. Архивирано из оригинала 05. 03. 2017. г. Приступљено 25. 04. 2017. Недостаје или је празан параметар \|title= (помоћ) |
|       | Петко Војнић Пурчар           | Дом све даљи                                           | 1977   | https://web.archive.org/web/20170305110128/http://www.nin.co.rs/pages/roman.php?id=27748. Архивирано из оригинала 05. 03. 2017. г. Приступљено 25. 04. 2017. Недостаје или је празан параметар \|title= (помоћ) |
|       | Мирко Ковач                   | Врата од утробе                                        | 1978   | https://web.archive.org/web/20170305110123/http://www.nin.co.rs/pages/roman.php?id=27750. Архивирано из оригинала 05. 03. 2017. г. Приступљено 25. 04. 2017. Недостаје или је празан параметар \|title= (помоћ) |
|       | Павле Угринов                 | Задат живот                                            | 1979   | https://web.archive.org/web/20170715222051/http://www.nin.co.rs/pages/roman.php?id=27752. Архивирано из оригинала 15. 07. 2017. г. Приступљено 25. 04. 2017. Недостаје или је празан параметар \|title= (помоћ) |
|       | Слободан Селенић              | Пријатељи                                              | 1980   | https://web.archive.org/web/20170305171257/http://www.nin.co.rs/pages/roman.php?id=27754. Архивирано из оригинала 05. 03. 2017. г. Приступљено 25. 04. 2017. Недостаје или је празан параметар \|title= (помоћ) |
|       | Павао Павличић                | Вечерњи акт                                            | 1981   | https://web.archive.org/web/20170305173719/http://www.nin.co.rs/pages/roman.php?id=27756. Архивирано из оригинала 05. 03. 2017. г. Приступљено 25. 04. 2017. Недостаје или је празан параметар \|title= (помоћ) |
|       | Антоније Исаковић             | Трен 2                                                 | 1982   | https://web.archive.org/web/20170715223017/http://www.nin.co.rs/pages/roman.php?id=27758. Архивирано из оригинала 15. 07. 2017. г. Приступљено 25. 04. 2017. Недостаје или је празан параметар \|title= (помоћ) |
|       | Драгослав Михаиловић          | Чизмаши                                                | 1983   | https://web.archive.org/web/20170305171359/http://www.nin.co.rs/pages/roman.php?id=27760. Архивирано из оригинала 05. 03. 2017. г. Приступљено 25. 04. 2017. Недостаје или је празан параметар \|title= (помоћ) |
|       | Милорад Павић                 | Хазарски речник                                        | 1984   | https://web.archive.org/web/20200928000158/http://www.nin.co.rs/pages/roman.php?id=27762. Архивирано из оригинала 28. 09. 2020. г. Приступљено 25. 01. 2021. Недостаје или је празан параметар \|title= (помоћ) |
|       | Живојин Павловић              | Зид смрти                                              | 1985   | https://web.archive.org/web/20170715203942/http://www.nin.co.rs/pages/roman.php?id=27764. Архивирано из оригинала 15. 07. 2017. г. Приступљено 25. 04. 2017. Недостаје или је празан параметар \|title= (помоћ) |
|       | Видосав Стевановић            | Тестамент                                              | 1986   | https://web.archive.org/web/20170305170910/http://www.nin.co.rs/pages/roman.php?id=27766. Архивирано из оригинала 05. 03. 2017. г. Приступљено 25. 04. 2017. Недостаје или је празан параметар \|title= (помоћ) |
|       | Воја Чолановић                | Зебња на расклапање                                    | 1987   | https://web.archive.org/web/20170715231210/http://www.nin.co.rs/pages/roman.php?id=27768. Архивирано из оригинала 15. 07. 2017. г. Приступљено 25. 04. 2017. Недостаје или је празан параметар \|title= (помоћ) |
|       | Дубравка Угрешић              | Форсирање романа ријеке                                | 1988   | https://web.archive.org/web/20170305171309/http://www.nin.co.rs/pages/roman.php?id=27770. Архивирано из оригинала 05. 03. 2017. г. Приступљено 25. 04. 2017. Недостаје или је празан параметар \|title= (помоћ) |
|       | Војислав Лубарда              | Вазнесење                                              | 1989   | https://web.archive.org/web/20170305133152/http://www.nin.co.rs/pages/roman.php?id=27777. Архивирано из оригинала 05. 03. 2017. г. Приступљено 25. 04. 2017. Недостаје или је празан параметар \|title= (помоћ) |
|       | Мирослав Јосић Вишњић         | Одбрана и пропаст Бодрога у седам бурних годишњих доба | 1990   | https://web.archive.org/web/20170305112247/http://www.nin.co.rs/pages/roman.php?id=27781. Архивирано из оригинала 05. 03. 2017. г. Приступљено 25. 04. 2017. Недостаје или је празан параметар \|title= (помоћ) |
|       | Милисав Савић                 | Хлеб и страх                                           | 1991   | https://web.archive.org/web/20170715201730/http://www.nin.co.rs/pages/roman.php?id=27783. Архивирано из оригинала 15. 07. 2017. г. Приступљено 25. 04. 2017. Недостаје или је празан параметар \|title= (помоћ) |
|       | Живојин Павловић              | Лапот                                                  | 1992   | https://web.archive.org/web/20170715231707/http://www.nin.co.rs/pages/roman.php?id=27785. Архивирано из оригинала 15. 07. 2017. г. Приступљено 25. 04. 2017. Недостаје или је празан параметар \|title= (помоћ) |
|       | Радослав Петковић             | Судбина и коментари                                    | 1993   | https://web.archive.org/web/20170716023917/http://www.nin.co.rs/pages/roman.php?id=27787. Архивирано из оригинала 16. 07. 2017. г. Приступљено 25. 04. 2017. Недостаје или је празан параметар \|title= (помоћ) |
|       | Владимир Арсенијевић          | У потпалубљу                                           | 1994   | https://web.archive.org/web/20170426225201/http://www.nin.co.rs/pages/romani.php?id=567. Архивирано из оригинала 26. 04. 2017. г. Приступљено 25. 04. 2017. Недостаје или је празан параметар \|title= (помоћ)  |
|       | Светлана Велмар-Јанковић      | Бездно                                                 | 1995   | https://web.archive.org/web/20170426225201/http://www.nin.co.rs/pages/romani.php?id=567. Архивирано из оригинала 26. 04. 2017. г. Приступљено 25. 04. 2017. Недостаје или је празан параметар \|title= (помоћ)  |
|       | Давид Албахари                | Мамац                                                  | 1996   | https://web.archive.org/web/20170426225201/http://www.nin.co.rs/pages/romani.php?id=567. Архивирано из оригинала 26. 04. 2017. г. Приступљено 25. 04. 2017. Недостаје или је празан параметар \|title= (помоћ)  |
|       | Милован Данојлић              | Ослободиоци и издајници                                | 1997   | https://web.archive.org/web/20170426225201/http://www.nin.co.rs/pages/romani.php?id=567. Архивирано из оригинала 26. 04. 2017. г. Приступљено 25. 04. 2017. Недостаје или је празан параметар \|title= (помоћ)  |
|       | Данило Николић                | Фајронт у Гргетегу                                     | 1998   | https://web.archive.org/web/20170426225201/http://www.nin.co.rs/pages/romani.php?id=567. Архивирано из оригинала 26. 04. 2017. г. Приступљено 25. 04. 2017. Недостаје или је празан параметар \|title= (помоћ)  |
|       | Максимилијан Еренрајх Остојић | Карактеристика                                         | 1999   | https://web.archive.org/web/20170426225201/http://www.nin.co.rs/pages/romani.php?id=567. Архивирано из оригинала 26. 04. 2017. г. Приступљено 25. 04. 2017. Недостаје или је празан параметар \|title= (помоћ)  |
|       | Горан Петровић                | Ситничарница „Код срећне руке“                         | 2000   | https://web.archive.org/web/20170426225201/http://www.nin.co.rs/pages/romani.php?id=567. Архивирано из оригинала 26. 04. 2017. г. Приступљено 25. 04. 2017. Недостаје или је празан параметар \|title= (помоћ)  |
|       | Зоран Ћирић                   | Хобо                                                   | 2001   | https://web.archive.org/web/20170426225201/http://www.nin.co.rs/pages/romani.php?id=567. Архивирано из оригинала 26. 04. 2017. г. Приступљено 25. 04. 2017. Недостаје или је празан параметар \|title= (помоћ)  |
|       | Младен Марков                 | Укоп оца                                               | 2002   | https://web.archive.org/web/20170426225201/http://www.nin.co.rs/pages/romani.php?id=567. Архивирано из оригинала 26. 04. 2017. г. Приступљено 25. 04. 2017. Недостаје или је празан параметар \|title= (помоћ)  |
|       | Владан Матијевић              | Писац издалека                                         | 2003   | https://web.archive.org/web/20170426225201/http://www.nin.co.rs/pages/romani.php?id=567. Архивирано из оригинала 26. 04. 2017. г. Приступљено 25. 04. 2017. Недостаје или је празан параметар \|title= (помоћ)  |
|       | Владимир Тасић                | Киша и хартија                                         | 2004   | https://web.archive.org/web/20170426225201/http://www.nin.co.rs/pages/romani.php?id=567. Архивирано из оригинала 26. 04. 2017. г. Приступљено 25. 04. 2017. Недостаје или је празан параметар \|title= (помоћ)  |
|       | Миро Вуксановић               | Семољ земља                                            | 2005   | https://web.archive.org/web/20170426225201/http://www.nin.co.rs/pages/romani.php?id=567. Архивирано из оригинала 26. 04. 2017. г. Приступљено 25. 04. 2017. Недостаје или је празан параметар \|title= (помоћ)  |
|       | Светислав Басара              | Успон и пад Паркинсонове болести                       | 2006   | https://web.archive.org/web/20170426225201/http://www.nin.co.rs/pages/romani.php?id=567. Архивирано из оригинала 26. 04. 2017. г. Приступљено 25. 04. 2017. Недостаје или је празан параметар \|title= (помоћ)  |
|       | Драган Великић                | Руски прозор                                           | 2007   | https://web.archive.org/web/20170426225201/http://www.nin.co.rs/pages/romani.php?id=567. Архивирано из оригинала 26. 04. 2017. г. Приступљено 25. 04. 2017. Недостаје или је празан параметар \|title= (помоћ)  |
|       | Владимир Пиштало              | Тесла, портрет међу маскама                            | 2008   | https://web.archive.org/web/20150115092725/http://www.gbns.rs/ninova.html. Архивирано из оригинала 15. 01. 2015. г. Приступљено 26. 01. 2015. Недостаје или је празан параметар \|title= (помоћ)                |
|       | Гроздана Олујић               | Гласови у ветру                                        | 2009   | https://web.archive.org/web/20170426225201/http://www.nin.co.rs/pages/romani.php?id=567. Архивирано из оригинала 26. 04. 2017. г. Приступљено 25. 04. 2017. Недостаје или је празан параметар \|title= (помоћ)  |
|       | Гордана Ћирјанић              | Оно што одувек желиш                                   | 2010   | https://web.archive.org/web/20170426225201/http://www.nin.co.rs/pages/romani.php?id=567. Архивирано из оригинала 26. 04. 2017. г. Приступљено 25. 04. 2017. Недостаје или је празан параметар \|title= (помоћ)  |
|       | Слободан Тишма                | Бернардијева соба                                      | 2011   | https://web.archive.org/web/20170426225201/http://www.nin.co.rs/pages/romani.php?id=567. Архивирано из оригинала 26. 04. 2017. г. Приступљено 25. 04. 2017. Недостаје или је празан параметар \|title= (помоћ)  |
|       | Александар Гаталица           | Велики рат                                             | 2012   | https://web.archive.org/web/20170426225201/http://www.nin.co.rs/pages/romani.php?id=567. Архивирано из оригинала 26. 04. 2017. г. Приступљено 25. 04. 2017. Недостаје или је празан параметар \|title= (помоћ)  |
|       | Горан Гоцић                   | Таи                                                    | 2013   | https://web.archive.org/web/20170426225201/http://www.nin.co.rs/pages/romani.php?id=567. Архивирано из оригинала 26. 04. 2017. г. Приступљено 25. 04. 2017. Недостаје или је празан параметар \|title= (помоћ)  |
|       | Филип Давид                   | Кућа сећања и заборава                                 | 2014   | https://web.archive.org/web/20170426225201/http://www.nin.co.rs/pages/romani.php?id=567. Архивирано из оригинала 26. 04. 2017. г. Приступљено 25. 04. 2017. Недостаје или је празан параметар \|title= (помоћ)  |
|       | Драган Великић                | Иследник                                               | 2015   | https://web.archive.org/web/20170426225201/http://www.nin.co.rs/pages/romani.php?id=567. Архивирано из оригинала 26. 04. 2017. г. Приступљено 25. 04. 2017. Недостаје или је празан параметар \|title= (помоћ)  |
|       | Ивана Димић                   | Арзамас                                                | 2016   | https://web.archive.org/web/20170426225201/http://www.nin.co.rs/pages/romani.php?id=567. Архивирано из оригинала 26. 04. 2017. г. Приступљено 25. 04. 2017. Недостаје или је празан параметар \|title= (помоћ)  |
|       | Дејан Атанацковић             | Лузитанија                                             | 2017   | http://www.politika.rs/scc/clanak/397636/U-svakome-od-nas-obitava-poneka-zivotinja |
|       | Владимир Табашевић            | Заблуда Светог Себастијана                             | 2018   | https://web.archive.org/web/20170426225201/http://www.nin.co.rs/pages/romani.php?id=567. Архивирано из оригинала 26. 04. 2017. г. Приступљено 25. 04. 2017. Недостаје или је празан параметар \|title= (помоћ)  |
|       | Саша Илић                     | Пас и контрабас                                        | 2019   | https://web.archive.org/web/20170426225201/http://www.nin.co.rs/pages/romani.php?id=567. Архивирано из оригинала 26. 04. 2017. г. Приступљено 25. 04. 2017. Недостаје или је празан параметар \|title= (помоћ)  |
|       | Светислав Басара              | Контраендорфин                                         | 2020   | https://nova.rs/kultura/svetislav-basara-dobitnik-ninove-nagrade-za-roman-godine/ |
|       | Милена Марковић               | Деца                                                   | 2021   | https://www.danas.rs/kultura/milena-markovic-dobitnica-ninove-nagrade-za-roman-deca/ |
|       | Даница Вукићевић              | Унутрашње море                                         | 2022   | https://www.politika.rs/scc/clanak/535109/Ninova-nagrada-urucena-Danici-Vukicevic |
|       | Стево Грабовац                | Послије забаве                                         | 2023   | https://www.rtv.rs/sr_ci/kultura/stevo-grabovac-dobitnik-nin-ove-nagrade-za-roman-poslije-zabave_1512555.html                                                                                                   |
|       | Маринко Арсић Ивков           | НГДЛ                                                   | 2024   | https://www.nin.rs/drustvo/vesti/67188/marinko-arsic-ivkov-dobitnik-71-nin-ove-nagrade |

## Најбољих десет романа до 2003. године
Уочи педесетогодишњице додељивања НИН-ове награде 2003. године, критичари који су у различитим периодима учествовали у жирију гласали су за најбоље награђене романе. Као 10 најбољих романа добитника НИН-ове награде одабрани су:
1. Меша Селимовић – Дервиш и смрт
2. Данило Киш – Пешчаник
3. Милош Црњански – Роман о Лондону
4. Милорад Павић – Хазарски речник
5. Борислав Пекић – Ходочашће Арсенија Његована
6. Ранко Маринковић – Киклоп
7. Александар Тишма – Употреба човека
8. Радослав Петковић – Судбина и коментари
9. Добрица Ћосић – Корени
10. Слободан Новак – Мириси, злато и тамјан[3]

## Едиција Оф НИН
Током година испоставило се да су неки од романа које су номиновани али нису добили награду фактички постали део централног канона српске књижевности. Зато је почетком 21. века Завод за уџбенике штампао едицију Оф НИН (Off NIN), где је 10 критичара бирало 10 романа који је требало да буду награђени, а нису. У тој едицији налазе се:
1. Проклета авлија, Иве Андрића,
2. Друга књига Сеоба (1. и 2. део), Милоша Црњанског,
3. Дан шести, Растка Петровића,
4. Прољећа Ивана Галеба, Владана Деснице,
5. Кад су цветале тикве, Драгослава Михаиловића,
6. Доротеј, Добрила Ненадића,
7. Судбине, Мирослава Поповића,
8. Певач, Бошка Петровића и
9. Фама о бициклистима, Светислава Басаре.[6]

## НИН-ова награда за публицистику
Године 1975. установљена је НИН-ова награда за публицистику Димитрије Туцовић. Установљена је поводом двоструког јубилеја: 40 година од покретања НИН-а (1935) и 25 година од послератног излажења НИН-а (1950). Првих година добитници су углавном били политичари, а први добитник био је Едвард Кардељ. Прекретница је настала када је 1981. награду за пубицистику добио Гојко Николиш за мемоаре Корјен, стабло, паветина. Од тада је за награду конкурисала права публицистика, чак сваке године 70-150 наслова и на неки начин је постала конкуренција награди за роман године. Почетком деведесетих награда је из непознатих разлога уступљена Политици и названа Награда Слободан Јовановић. Први добитник Награде Слободан Јовановић био је Василије Крестић.